# 44ª Divisione fanteria "Cremona"
La 44ª Divisione fanteria "Cremona" è stata una Grande Unità del Regio Esercito durante la seconda guerra mondiale. Trae le sue origini da una Brigata di fanteria costituita nel 1859.

## Storia
Le origini della divisione risalgono alla omonima brigata di fanteria costituita nel 1859 allorché, in occasione dell'annessione della Lombardia al Regno Sardo, venne decretata la costituzione di sei nuove brigate. Il 29 agosto di quell'anno, con Decreto Reale vennero ricostituiti i quattro reggimenti, sciolti nel 1849 (19º, 20º, 21º, 22º) e le unità ordinate in brigata, secondo le tradizioni dell'Esercito piemontese, assunsero i nomi di due città italiane, con il 19° e il 20º che andarono a costituire la Brigata "Brescia" mentre il 21º e 22º reggimento fanteria costituirono la brigata "Cremona", in onore della città di Cremona che il 19 marzo 1849 aveva dimostrato il suo anelito alla libertà insorgendo in armi contro gli austriaci.
La Brigata "Cremona" ufficialmente venne costituita il 1º novembre 1859 con sede a Genova, dove verranno benedette e consegnate ai due reggimenti le bandiere di guerra. La brigata prese parte alla campagna di repressione del brigantaggio postunitario dal 1860 per un decennio e combatté nella terza guerra d'indipendenza nel (1866). Sciolta nel 1871, come tutte le unità permanenti, venne ricostituita nel 1881 con gli stessi reggimenti 21º e 22º.

## Prima guerra mondiale
La brigata prese parte alla prima guerra mondiale e tra il 1915 ed il 1916 venne schierata in linea fra Monfalcone e Gorizia inquadrata nella 3ª armata italiana. Il 10 novembre 1917 durante il ripiegamento verso il Piave si fuse con la Brigata "Tortona" ma il 22 dello stesso mese all'unità venne riassegnato il nome di "Cremona". La brigata partecipò nel 1918 ai combattimenti vittoriosi sul Monte Grappa.

## Tra le due guerre
In esecuzione della legge 11 marzo 1926 sull'ordinamento dell'Esercito che prevede la costituzione delle brigate su tre Reggimenti, ha inquadrato oltre al 21º e 22º Reggimento anche l'88º Reggimento fanteria "Friuli" e venne trasformata in XX Brigata fanteria di linea. Nel 1926 la Brigata, unitamente al 7º Reggimento artiglieria entrò a far parte della 28ª Divisione Militare Territoriale di Livorno. Nel 1934, tale unità prese il nome di 20ª  Divisione fanteria "Curtatone e Montanara".

## Seconda guerra mondiale
Nel 1939, con il 21º, il 22º Reggimento di Fanteria e il 7º Reggimento di artiglieria prese il nome di Divisione fanteria "Cremona". Successivamente venne aggregata alla divisione la 90ª Legione CC.NN. d'assalto Legione CC.NN. d'assalto.
Ordine di battaglia 1940/43
- Comandanti della fanteria divisionale
- Gen. B. Ernesto Trovati dal 20 agosto 1941
- Gen. B. Gioacchino Solinas dal 21 agosto 1942 e
- Gen. B. Arnaldo Bonelli dal 10 novembre 1942

- 21º Reggimento fanteria "Cremona"
- 22º Reggimento fanteria "Cremona"
- 90ª Legione CC.NN. d'assalto "Calabria"
  - Battaglione CC.NN. "Indomabile"
  - 143º Battaglione CC.NN. "C. Ricci"
  - 90ª Compagnia mitraglieri
- 7º Reggimento artiglieria "Curtatone e Montanara"
  - 1º Gruppo artiglieria da 75/27
  - 2º Gruppo artiglieria da 75/27
  - 3º Gruppo artiglieria da 100/17
- 44º Battaglione mortai da 81
- 144ª Compagnia cannoni controcarro da 47/32
- 344ª Compagnia cannoni controcarro da 47/32
- 144º Battaglione Genio
  - 77ª Compagnia Genio
  - 44ª Compagnia mista telegrafisti/marconisti
- 44ª Sezione Slt
- 54ª Sez. Sanità
  - 33º Ospedale da campo
  - 84º Ospedale da campo
  - 333º Ospedale da campo
- 54ª Sezione Sussistenza
- 54° Autogruppo
  - 350ª Autosezione
  - 355ª Autosezione
- 17ª Sezione panettieri
- 60ª Sezione CC.RR.
- 251ª Sezione CC.RR.

All'entrata in guerra dell'Italia nel secondo conflitto mondiale, la divisione, inquadrata nel XV Corpo d'armata la divisione è stata impiegata nel 1940, dislocata in seconda schiera nei pressi di Ventimiglia sul fronte francese senza prendere parte attiva alle operazioni. Nel mese di febbraio del 1941, la Divisione ricevette ordine di trasferimento in Sardegna destinata alla difesa mobile dell'isola. All fine del 1942, a causa dello sbarco alleato in Algeria e Tunisia, nel mese di novembre si spostò in Corsica, alle dipendenze del VII Corpo d'armata, con compiti di presidio e difesa del territorio.
A seguito dell'armistizio la divisione si oppose vittoriosamente contro le truppe tedesche stanziate nell'isola partecipando alle operazioni per la liberazione dell'isola dai tedeschi, combattendo, con i suoi reparti, dal 9 settembre al 4 ottobre, a Zonza, nella stretta di San Polo, a Quenza, Levie, Ponte Sorbolo e in Val di Golo.
Nel corso della seconda guerra mondiale al comando della divisione si sono avvicendati :
- il Generale di Divisione Umberto Mondino (1 settembre 1939 - 20 febbraio 1942),
- il Generale di Divisione Nino Sozzani (21 febbraio - 2 novembre 1942),
- il Generale di Brigata Gioacchino Solinas (10 novembre 1942 - 3 agosto 1943) e
- il Generale di Brigata Clemente Primieri (7 agosto 1943 - agosto 1945).

### Gruppo di combattimento "Cremona"
Trasferita di nuovo in Sardegna, trasformata la 90ª Legione in 321º reggimento fanteria "Cremona", dopo aver operato nella guerra di Liberazione inizialmente nell'isola, nel 1944, nuovamente ridotta a due reggimenti di fanteria ed uno d'artiglieria fece rientro sul continente inquadrando anche il 144º battaglione misto genio pionieri e trasmettitori, riarmata ed equipaggiata con materiale britannico, trasformandosi in gruppo di combattimento "Cremona", costituitosi ad Altavilla Irpina, agli ordini del Generale Clemente Primieri, con i reggimenti 21º e 22º fanteria e 7º artiglieria.
In linea dal 12 gennaio inquadrata nell'8ª armata britannica a fianco di unità canadesi e una formazione partigiana, la 28ª Brigata Garibaldi "Mario Gordini", essa stessa integrata negli organici con combattenti provenienti da disciolte formazioni partigiane, combattendo sul fronte del Po, liberando Torre di Primaro il 3 marzo 1945; nel corso dei combattimenti, iniziati il giorno precedente, le perdite del Gruppo furono di 13 morti e 98 feriti. Dopo aver forzato il torrente Senio e conquistato Alfonsine, il Gruppo, superato il fiume Santerno avanzò verso nord liberando Adria, Cavarzere, Chioggia e Mestre, giungendo la sera del 25 aprile 1945 a Venezia. Su questo fronte si distinse per valore e audacia il capitano Luigi Giorgi, due volte decorato con la medaglia d'oro al valor militare. Le perdite subite nell'intera campagna ammontarono a 178 morti, 605 feriti, 80 dispersi.

## Nell'Esercito Italiano
Il 15 ottobre 1945 la grande unità riassunse il nome di Divisione di fanteria "Cremona" con quartier generale a Torino, che, entrata a far parte dell'Esercito Italiano, venne schierata con tutti i suoi reparti in Piemonte e, nel periodo della guerra fredda, in caso di un ipotetico conflitto con il patto di Varsavia aveva il compito di proteggere le zone industriali di Torino e del Piemonte.
In seguito alla ristrutturazione della unità dell'Esercito Italiano, il 30 ottobre 1975, la grande unità venne riconfigurata in brigata motorizzata con la denominazione di Brigata motorizzata "Cremona". Riconfigurata all'inizio degli anni novanta in brigata meccanizzata con la denominazione di Brigata meccanizzata "Cremona" venne sciolta il 15 novembre del 1996 a seguito dell'emanazione del nuovo modello di difesa delle forze armate italiane dovuto allo scioglimento del patto di Varsavia.
I suoi soldati caduti durante la seconda guerra mondiale sono sepolti nel cimitero della Camerlona a Ravenna.